# Capverdians moçambiquesos
Els Capverdians moçambiquesos són residents moçambiquesos els ancestres dels quals són originaris de Cap Verd.
Molts capverdians es traslladaren a Moçambic com a funcionaris intermedis durant el període colonial portuguès. Després de la independència el 1975, alguns van romandre al país. El 1995, hi havia un nombre estimat de 500 capverdians vivint al país.
Durant les eleccions presidencials de Cap Verd de 2001, 122 capverdians residents a Moçambic es van registrar per votar. Els votants poden emetre el seu vot a un dels dos centres de votació, que es troben a Maputo i Nampula.
En novembre de 2005 el govern de Cap Verd va patrocinar cinc nacionals residents a Moçambic per a un vol d'anada i tornada a Cap Verd. Aquest viatge de tornada a les illes era part del programa l'Institut de Comunitats, "Cap Verd al cor", en el que col·labora l'oficina del Primer Ministre de Cap Verd. L'objectiu del programa "és proporcionar a aquests capverdians la possibilitat de reactivar la seva connexió a Cap Verd, els seus orígens i la seva cultura."